# Paulino Nunes
Paulino Cabral Mendonça Nunes, es un actor portugués conocido por sus participaciones en televisión.

## Biografía
El 6 de agosto de 2006 se casó con Francesca Nunes, la pareja tiene un hijo, llamado Sebastian Nunes.

## Carrera
En 1998 se convirtió en miembro de "Mensa".
En 1999 apareció en la serie Total Recall 2070 donde interpretó a tres personajes distintos: a Hank en el episodio "Self-Inflicted", al conserje Jack en "Rough Whimper of Insanity" y al supervisor delta Mike durante el episodio "Bones Beneath My Skin".
En el 2000 obtuvo un pequeño papel de un agente de la policía en la película Who Killed Atlanta's Children?, la cual trata sobre los hechos reales de los asesinatos de niños cometidos en Atlanta.
En el 2002 obtuvo un personaje secundario en la película The Interrogation of Michael Crowe donde interpretó al oficial Gould. La película estuvo basada en los hechos reales ocurridos en California cuando fue asesinada la joven Stephanie Crowe.
En el 2003 apareció por primera vez como invitado en la serie The Eleventh Hour donde interpretó a Tim Ostertag en el episodio "Don't Have a Cow", más tarde apareció en la serie nuevamente entre el 2004 y el 2005 ahora interpretando al detective Beller en los episodios "Eden" y "Hit Delete".
En el 2006 interpretó al sargento Albert Lisacek en la miniserie October 1970. 
Ese mismo año interpretó a Milos, un miembro del personal del hotel "Chateau Rousseau" en la serie At the Hotel.
En el 2008 apareció en la miniserie The Trojan Horse donde interpretó al príncipe sultán Al Rashidi.
Ese mismo año apareció en la película The Two Mr. Kissels donde interpretó al detective privado Frank Shea. La película está basada en los hechos reales de la vida y asesinatos de los hermanos Andrew y Robert Kissel.
En el 2009 se unió al elenco principal de la serie Cra$h & Burn donde interpretó a Gord Papo hasta el final de la serie en el 2010. También participó en la miniserie ZOS: Zone of Separation donde dio vida al imán Zaid Hamza.
En el 2011 se unió al elenco recurrente de la primera temporada de la serie XIII: The Series donde interpretó a Frank Giordino, el director de la CIA y subordinado inmediato de Samuel Amos, Frank muere luego de ser aplastado por un tren durante una confrontación con XIII después de que se revelara que Giordino era un doble agente.
Ese mismo año apareció como invitado en la serie norteamericana Skins (US) donde interpretó a Marco Marvelli, el padre de Tea Marvelli (Sofia Black-D'Elia).
En el 2012 se unió al elenco recurrente de la serie The Firm donde interpretó al oficial Louis Coleman, un marshall federal.
En el 2013 se unió al elenco principal de la serie Bitten donde interpreta al hombre lobo Antonio Sorrentino, el padre de Nick Sorrentino (Steve Lund). Antonio murió luego de desangrarse al sufrir varias heridas luego de un enfrentamiento con sus enemigos.

## Filmografía

### Series de Televisión
| Año         | Título                                 | Personaje             | Notas                                          |
| ----------- | -------------------------------------- | --------------------- | ---------------------------------------------- |
| 2016        | Shadowhunters                          | Robert Lightwood      | Personaje recurrente                           |
| 2014        | Bitten                                 | Antonio Sorrentino    | 6 episodios                                    |
| 2014        | Saving Hope                            | Doctor Rocca          | episodio "Breathless"                          |
| 2013        | Republic of Doyle                      | Rick Harding          | episodio "Hook, Line and Sinker"               |
| 2013        | Cracked                                | Kenneth Hobart        | episodio "White Knight"                        |
| 2012        | Perception                             | Dr. Martin Bryant     | episodio "Pilot"                               |
| 2012        | The Firm                               | Louis Coleman         | 12 episodios                                   |
| 2012        | Murdoch Mysteries                      | Carlo Corsi           | episodio "Murdoch at the Opera"                |
| 2012        | The L.A. Complex                       | Paul                  | episodio "Other Side of the Door"              |
| 2011        | Nikita                                 | General Tupelov       | episodio "London Calling"                      |
| 2011        | Covert Affairs                         | Garcia                | episodio "The Wake-Up Bomb"                    |
| 2011        | Against the Wall                       | Detective Rosene      | 2 episodios                                    |
| 2011        | Haven                                  | Cal                   | episodio "Who, What, Where, Wendigo?"          |
| 2011        | Lost Girl                              | Zael                  | episodio "Something Wicked This Fae Comes"     |
| 2011        | Alphas                                 | Agente Lou Persky     | episodio "Bill and Gary's Excellent Adventure" |
| 2011        | Falling Skies                          | Frank                 | 2 episodios                                    |
| 2011        | Suits                                  | Johnny Karinski       | episodio "Dirty Little Secrets"                |
| 2011        | XIII: The Series                       | Frank Giordino        | 10 episodios                                   |
| 2011        | Skins (US)                             | Marco Marvelli        | episodio "Tea"                                 |
| 2010        | Being Erica                            | Remo Giacomelli       | episodio "Fa La Erica"                         |
| 2010        | Rookie Blue                            | Milan Beljac          | episodio "Fite Nite"                           |
| 2009 - 2010 | Cra$h & Burn                           | Gord Papo             | 13 episodios                                   |
| 2009        | The Listener                           | Victor Cloonie        | 2 episodios                                    |
| 2009        | Flashpoint                             | Det. Danny Price      | episodio "Perfect Storm"                       |
| 2009        | ZOS: Zone of Separation                | Imán Zaid Hamza       | 5 episodios - miniserie                        |
| 2008        | The Trojan Horse                       | Sultán Al Rashidi     | episodio "Part One" - miniserie                |
| 2008        | Would Be Kings                         | TW Modeste            | 2 episodios - miniserie                        |
| 2007        | 'Til Death Do Us Part                  | Baird                 | episodio "The Bog Murder"                      |
| 2006        | The State Within                       | Eshan Borisvitch      | 2 episodios - miniserie                        |
| 2006        | October 1970                           | Sgt. Albert Lisacek   | 8 episodios - miniserie                        |
| 2006        | 72 Hours: True Crime                   | Hank                  | episodio "Fat Bandit"                          |
| 2006        | Angela's Eyes                          | Joe Jackson           | 2 episodios                                    |
| 2006        | At the Hotel                           | Milos                 | 6 episodios                                    |
| 2005        | G-Spot                                 | George Clooney        | episodio "George"                              |
| 2005        | This Is Wonderland                     | Oficial Dias          | episodio # 2.10                                |
| 2005        | Kojak                                  | Teniente Suárez       | episodio "Pilot"                               |
| 2005        | Tilt                                   | Stasiak               | 3 episodios                                    |
| 2005        | Kevin Hill                             | Leon Harris           | episodio "Occupational Hazard"                 |
| 2004, 2005  | The Eleventh Hour                      | Detective Beller      | 2 episodios                                    |
| 2004        | The Grid                               | Kirk Chase            | episodio # 1.2                                 |
| 2004        | Missing                                | Donald Pastorius      | episodio "Sea of Love"                         |
| 2004        | Sue Thomas: F.B.Eye                    | Abogado de Tony       | episodio "Concrete Evidence"                   |
| 2003        | Tarzan                                 | Hombre                | episodio "Rules of Engagement"                 |
| 2003        | Street Time                            | Tommy Ray Benning     | episodio "20 Hits"                             |
| 2003        | Platinum                               | Abogado               | episodio "Peace"                               |
| 2002        | Doc                                    | Marty                 | 2 episodios                                    |
| 2002        | Soul Food                              | Detective Franklin    | episodio "This Must Be Love"                   |
| 2001        | Mutant X                               | Burke                 | episodio "Crime of the New Century"            |
| 2001        | Leap Years                             | Maurice               | episodio # 1.15                                |
| 2001        | Witchblade                             | Brian Reilly          | episodio "Sacrifice"                           |
| 2000        | Queer as Folk                          | Mr. Goodfuk           | episodio "Premiere"                            |
| 2000        | These Arms of Mine                     | Joe                   | 2 episodios                                    |
| 2000        | Earth: Final Conflict                  | Lucas Walker          | episodio "Sins of the Father"                  |
| 2000        | D.C.                                   | Oficial               | episodio "Guns and Roses"                      |
| 1999        | Traders                                | Arquitecto            | episodio "Getting Lucky"                       |
| 1999        | Twice in a Lifetime                    | Agente Metcalfe       | episodio "A Match Made in Heaven"              |
| 1999        | The Famous Jett Jackson                | Director              | episodio "Hawk"                                |
| 1999        | Relic Hunter                           | Mark Poole            | episodio "The Headless Nun"                    |
| 1999        | Total Recall 2070                      | Supervisor Delta Mike | episodio "Bones Beneath My Skin"               |
| 1998 - 1999 | Power Play                             | Red Greene            | 2 episodios                                    |
| 1999        | Due South                              | Wayne                 | episodio "A Likely Story"                      |
| 1998        | Highlander: The Raven                  | Oficial Dutton        | episodio "So Shall Ye Reap"                    |
| 1998        | Exhibit A: Secrets of Forensic Science | Roshan Norazelli      | episodio "The Gun Men"                         |
| 1996        | Road to Avonlea                        | Marinero              | episodio "Return to Me"                        |
| 1994        | The Mighty Jungle                      | Cita de Sylvie        | episodio "Hairy Proposal"                      |
| 1993        | The Hidden Room                        | Reportero             | episodio "The First Battle"                    |

### Películas
| Año  | Título                                      | Personaje               | Notas                                                                                               |
| ---- | ------------------------------------------- | ----------------------- | --------------------------------------------------------------------------------------------------- |
| -    | Kidnap Capital                              | Wyler                   | junto a Pedro Miguel Arce, Lara Gilchrist, Michael Reventar, Juan Carlos Velis & Johnathan Sousa    |
| 2015 | Brooklyn                                    | Mr. Fiorello            | junto a Saoirse Ronan, Emily Bett Rickards, Domhnall Gleeson, Jim Broadbent & Julie Walters         |
| 2014 | The End of Days at Godfrey Global Inventory | Mr. Godfrey             | junto a Mark O'Brien, Janet Porter, Anna Ferguson, Carolyne Maraghi & Paul Sun-Hyung Lee            |
| 2014 | The Calling                                 | Oficial Mathieson       | junto a Susan Sarandon, Gil Bellows, Ellen Burstyn, Topher Grace & Donald Sutherland                |
| 2014 | How to Build a Better Boy                   | Zephyr                  | junto a China Anne McClain, Kelli Berglund, Marshall Williams, Noah Centineo & Matt Shively         |
| 2013 | The Returned                                | Detective Cawl          | junto a Kris Holden-Ried, Emily Hampshire, Shawn Doyle, Claudia Bassols & Melina Matthews           |
| 2013 | The Husband                                 | Lorin                   | junto a Maxwell McCabe-Lokos, Sarah Allen, Dylan Authors, August Diehl & Joey Klein                 |
| 2013 | Rewind                                      | Gral. Randall Webb      | junto a Shane McRae, Jennifer Ferrin, Keisha Castle-Hughes, Jeff Fahey & Kenneth Welsh              |
| 2013 | Borealis                                    | Anton                   | junto a Ty Olsson, Michelle Harrison, Greyston Holt, Bryan Dick, Josh Emerson & Patrick Gallagher   |
| 2012 | Havana 57                                   | Salvador Masvidal       | junto a Tony Nardi, Juan Riedinger, Elisabetta Fantone & Rodrigo Fernández-Stoll                    |
| 2011 | Underwritten                                | Esposo                  | corto - junto a Maureen Welch, Todd Dulmage, Adrian Truss & Eddie Glen                              |
| 2011 | In the Light                                | John                    | corto - junto a David Light                                                                         |
| 2010 | Cell 213                                    | Thomas Peterson         | junto a Bruce Greenwood, Eric Balfour, Michael Rooker, Conrad Coates & Marie-Josée Colburn          |
| 2010 | The Shrine                                  | Asesino                 | junto a Aaron Ashmore, Cindy Sampson, Meghan Heffern, Trevor Matthews & Vieslav Krystyan            |
| 2009 | The Boondock Saints II: All Saints Day      | Capo                    | junto a Sean Patrick Flanery, Norman Reedus, Billy Connolly, Clifton Collins Jr. & Julie Benz       |
| 2009 | A Nanny's Secret                            | Tim                     | junto a Haylie Duff, Jessica Steen, Eric Johnson, Dillon Casey & Jon McLaren                        |
| 2008 | Long Island Confidential                    | Donald Bonfiglio        | junto a Amber Benson, Lorraine Bracco, Anthony Carrigan & Alison Elliott                            |
| 2008 | The Two Mr. Kissels                         | Frank Shea              | junto a John Stamos, Robin Tunney, Anson Mount, Gretchen Egolf & Carlos Gonzalez-Vio                |
| 2008 | Traitor                                     | Suicida                 | junto a Don Cheadle, Guy Pearce, Saïd Taghmaoui, Neal McDonough & Archie Panjabi                    |
| 2008 | Adam Avenger                                | Matthew                 | corto - junto a Mark Day, Rosalind S. Feldman, Graeme Jokic & Debra McCabe                          |
| 2008 | Blindness                                   | Anunciador de Radio     | junto a Julianne Moore, Mark Ruffalo, Gael García Bernal & Danny Glover                             |
| 2007 | Your Beautiful Cul de Sac Home              | Vincent Di Ferro        | junto a Jeff Geddis, Scott Beaudin, Valerie Buhagiar, Charles Officer & Ennis Esmer                 |
| 2007 | Postal                                      | Asif                    | junto a Zack Ward, Dave Foley, Chris Coppola, Jackie Tohn, J.K. Simmons & Ralf Moeller              |
| 2006 | Homie Spumoni                               | Big C                   | junto a Donald Faison, Jamie-Lynn Sigler, Whoopi Goldberg, Paul Mooney, Tony Rock & Joey Fatone     |
| 2006 | Jekyll + Hyde                               | Vendedor de Drogas      | junto a Bryan Fisher, Bree Turner, Jeff Roop & Zachary Bennett                                      |
| 2006 | Ultra                                       | Detective Ryan          | junto a Lena Headey, Claudio Chiodo, Richard Coyle, Neil Davison, Majandra Delfino & Peter Dinklage |
| 2005 | Get Rich or Die Tryin'                      | Detective               | junto a 50 Cent, Terrence Howard, Viola Davis & Adewale Akinnuoye-Agbaje                            |
| 2004 | Hustle                                      | Don Stenger             | junto a Tom Sizemore, Dash Mihok, George DiCenzo, Melissa DiMarco & Sarain Boylan                   |
| 2003 | Thoughtcrimes                               | Agente Kunzel           | junto a Navi Rawat, Joe Flanigan, Peter Horton, Joe Morton, Jocelyn Seagrave & Kim Coates           |
| 2003 | The Visual Bible: The Gospel of John        | Mason                   | junto a Christopher Plummer, Henry Ian Cusick, Stuart Bunce, Daniel Kash & Alan Van Sprang          |
| 2003 | Ice Bound                                   | Rafe Pollard            | junto a Susan Sarandon, Aidan Devine, Cynthia Mace, Steve Cumyn & Carl Marotte                      |
| 2003 | Threshold                                   | Det. Torricelli         | junto a Nicholas Lea, Jamie Luner, Steve Bacic, David Lipper & Teryl Rothery                        |
| 2003 | Deacons for Defense                         | Lawson                  | junto a Forest Whitaker, Chris Britton, Jonathan Silverman, Ossie Davis & Gene Mack                 |
| 2002 | The Interrogation of Michael Crowe          | Oficial Gould           | junto a Ally Sheedy, Mark Rendall, John Bourgeois, Hannah Lochner & Rosemary Dunsmore               |
| 2002 | The Glow                                    | Oficial de Carretera    | junto a Portia de Rossi, Hal Linden, Dina Merrill, Joseph Campanella, Dean Cain & Grace Zabriskie   |
| 2002 | Rollerball                                  | Borges                  | junto a Chris Klein, Jean Reno, LL Cool J, Rebecca Romijn, Naveen Andrews & Oleg Taktarov           |
| 2002 | Narc                                        | Borges                  | junto a Alan Van Sprang, Dan Leis, Jason Patric & Ray Liotta                                        |
| 2001 | Dangerous Child                             | George                  | junto a Delta Burke, Ryan Merriman, Vyto Ruginis, Marc Donato, Barclay Hope & Rosemary Dunsmore     |
| 2001 | Final Jeopardy                              | Interrogador            | junto a Dana Delany, Billy Burke, Joelle Carter, Chris Potter, Sherman Augustus & Colm Feore        |
| 2000 | Who Killed Atlanta's Children?              | Agente                  | junto a James Belushi, Gregory Hines, Sean McCann, Shawn Doyle, Kenneth Welsh & Eugene Clark        |
| 2000 | Common Ground                               | Reclutador de la Armada | junto a Erik Knudsen, Brittany Murphy, Jason Priestley, Margot Kidder, Helen Shaver & Mimi Rogers   |
| 1999 | Justice                                     | Oficial Somerville      | junto a Julie Khaner, Gary Farmer, Martha Burns, Shawn Doyle & Serge Houde                          |
| 1999 | A Gift of Love: The Daniel Huffman Story    | Enfermero               | junto a Debbie Reynolds, Ed Marinaro, Elden Henson, Dan Petronijevic & John Bourgeois               |
| 1999 | Lethal Vows                                 | Bailiff                 | junto a John Ritter, Marg Helgenberger, Megan Gallagher, Lawrence Dane & Jessica Bowman             |
| 1999 | Ricky Nelson: Original Teen Idol            | Luis                    | junto a Gregory Calpakis, Jamey Sheridan, Sara Botsford, Anthony Lemke & Nicky Guadagni             |
| 1999 | Dick                                        | Hombre G-Man            | junto a Kirsten Dunst, Michelle Williams, Dan Hedaya, Will Ferrell, Teri Garr & Dave Foley          |
| 1999 | Revelation                                  | Joven Agente            | junto a Jeff Fahey, Tony Nappo, Carol Alt, Leigh Lewis & Nick Mancuso                               |
| 1998 | Poika ja ilves                              | Joven Oficial           | junto a Konsta Hietanen, Risto Tuorila, Jarmo Mäkinen, Antti Virmavirta & Kristiina Halttu          |
| 1998 | White Lies                                  | Oficial                 | junto a Sarah Polley, Tanya Allen, Jonathan Scarfe, Lynn Redgrave & Joseph Kell                     |
| 1998 | Half Baked                                  | Agente del SWAT         | junto a Dave Chappelle, Guillermo Díaz, Jim Breuer, Harland Williams & Rachel True                  |
| 1997 | Bad to the Bone                             | Vendedor de Autos       | junto a Kristy Swanson, Jeremy London, David Chokachi, Christine Tucci & Ben Browder                |
| 1996 | No One Could Protect Her                    | Doctor de Emergencias   | junto a Joanna Kerns, Tony Denison, Peter MacNeill, Lori Hallier, Dan Lett & Christina Cox          |
| 1995 | Family of Cops                              | Hombre Sabio            | junto a Charles Bronson, Angela Featherstone, Sebastian Spence & Simon MacCorkindale                |

### VideoJuegos
| Año  | Título                   | Personaje      | Notas                           |
| ---- | ------------------------ | -------------- | ------------------------------- |
| 2013 | Splinter Cell: Blacklist | Capitán Turley | prestó su voz para el personaje |
| 2004 | The Black Mirror         | Mark           | prestó su voz para el personaje |

- Escritor.:

| Año  | Título     | Notas           |
| ---- | ---------- | --------------- |
| 2003 | Rodeo Star | obra - escritor |

- Apariciones.:

| Año  | Título                                | Personaje    | Notas                                    |
| ---- | ------------------------------------- | ------------ | ---------------------------------------- |
| 2013 | Brainwashed                           | Ron Larringa | episodio "Devil's Disciple" - documental |
| 2011 | Love, Hate & Propaganda: The Cold War | -            | 2 episodios - documental                 |

- Teatro.:

| Año  | Obra                | Personaje | Notas                      |
| ---- | ------------------- | --------- | -------------------------- |
| 2005 | Taming of the Shrew | Petruchio | junto a Elizabeth Saunders |